# Geschubde zeerups
De geschubde zeerups (Lepidonotus squamatus) is een borstelworm uit de familie Polynoidae. Deze soort komt in zowel de Atlantische als de Stille Oceaan voor. Het werd in 1758 vermeld in de tiende editie van Systema naturae door de Zweedse natuuronderzoeker Carl Linnaeus als Aphrodita squamata, maar werd later overgebracht naar het geslacht Lepidonotus.

## Beschrijving
Het lichaam van de geschubde zeerups bestaat uit een kop, een cilindrisch, gesegmenteerd lichaam en een staartstukje. De kop bestaat uit een prostomium (gedeelte voor de mondopening) en een peristomium (gedeelte rond de mond). Het prostomium heeft twee lobben en draagt meerdere paar antennes, een paar palpen en twee paar ogen. Het dorsale oppervlak van het lichaam, dat een uniforme breedte heeft, wordt volledig verborgen door twee rijen overlappende rugschilden, die op vissenschubben lijken. Deze rugschilden zijn gemodificeerde cirri. Ze zijn bedekt met knobbeltjes van verschillende grootte en hebben een rand van papillen. Deze worm heeft 26 segmenten en groeit tot een lengte van ongeveer 5 cm; het is vuilwit, vaalbruin of geel getint, vaak bedekt met modder.

## Verspreiding
De geschubde zeerups komt voor in West-Europa, waaronder de Noordzee, het Skagerrak, het Kattegat, de Sont en de westelijke Oostzee. De soort is ook aanwezig aan de oostkust van Noord-Amerika, van Labrador in zuidelijke richting tot New Jersey en aan de westkust van Alaska tot Californië. Het komt voor in de kustzone en de sublitorale zone op diepten tot ongeveer 2700 meter. Zijn leefgebied bevindt zich meestal onder stenen of tussen de begroeiing.